# 遊樂
《遊樂》（英語：Play）是柯泯薰的首張個人專輯，於2014年11月17日發行。
2015年9月，以此張專輯入圍第6屆金音創作獎兩項提名，包括最佳創作人及最佳新人。

## 曲目
| 曲序     | 曲目                                                    | 编曲                         | 时长  |
| -------- | ------------------------------------------------------- | ---------------------------- | ----- |
| 1.       | 遊樂（Play）                                            | 陳君豪                       | 4:10  |
| 2.       | 送給我的世界（feat. 黃建為） （The World Is Your Gift） | 王漢威                       | 4:19  |
| 3.       | 署名給 （Dear…）                                        | 秦旭章                       | 5:02  |
| 4.       | 旅鳥 （Paper Crane）                                    | 秦旭章                       | 5:16  |
| 5.       | 等妳擁有勇氣 （Waiting For Your Courage）               | 柯泯薰                       | 5:30  |
| 6.       | 卡夫卡 （Kafka）                                        | 柯泯薰、王漢威、程杰、江尚謙 | 3:59  |
| 7.       | Silence                                                 | 林維軒                       | 3:36  |
| 8.       | 指北針（feat. 陳如山） （Compass）                      | 秦旭章                       | 4:18  |
| 9.       | 這是我的地方 （Where I Belong）                         | 柯泯薰、陳君豪、程杰、江尚謙 | 6:07  |
| 10.      | 我不懂（hidden track） （I Don't Know）                 | 柯泯薰                       | 4:28  |
| 总时长： | 总时长：                                                | 总时长：                     | 46:46 |

## 音樂錄影帶
| 歌名                                | 導演   | 首播日期       | 首播媒介                |
| 遊樂 （页面存档备份，存于）         | 陳彥豪 | 2015年1月12日  | 角頭音樂官方YouTube頻道 |
| 旅鳥 （页面存档备份，存于）         | KD Sun | 2015年2月23日  | 柯泯薰個人YouTube頻道   |
| 指北針 （页面存档备份，存于）       | 陳彥豪 | 2015年4月15日  | 角頭音樂官方YouTube頻道 |
| 署名給 （页面存档备份，存于）       | 柯泯薰 | 2015年6月4日   | 柯泯薰個人YouTube頻道   |
| 等妳擁有勇氣 （页面存档备份，存于） | KD Sun | 2015年10月29日 | 柯泯薰個人YouTube頻道   |

## 外部連結
- 博客來 專輯介紹